# Cocalus
Genre
Cocalus est un genre d'araignées aranéomorphes de la famille des Salticidae.

## Distribution
Les espèces de ce genre se rencontrent en Papouasie-Nouvelle-Guinée et en Indonésie.

## Liste des espèces
Selon World Spider Catalog (version 23.5, 11/01/2023) :
- Cocalus concolor C. L. Koch, 1846
- Cocalus gibbosus Wanless, 1981
- Cocalus lacinia Sudhin, Nafin, Sumesh & Sudhikumar, 2019
- Cocalus limbatus Thorell, 1878
- Cocalus menglaensis Cao & Li, 2016
- Cocalus murinus Simon, 1899
- Cocalus shendurneyensis Sudhin, Sen, Caleb & Hegde, 2022

## Systématique et taxinomie
Ce genre a été décrit par C. L. Koch en 1846.

## Publication originale
- C. L. Koch, 1846 : Die Arachniden. Nürnberg, vol. 13, p. 1-234 (texte intégral).